# مجتبى خامنئي
مجتبى خامنئي (بالفارسية: مجتبی خامنه‌ای)، ولد بتاريخ 8 سبتمبر 1969، وهو ابن للمرشد الأعلى الإيراني علي خامنئي، وكان مشاركا في حرب الخليج الأولى التي اندلعت سنة 1980 وتوقفت سنة 1988. ويعتبر أحد المرشحين المحتملين لخلافة والده علي خامنئي الذي ظل مرشدًا أعلى لإيران لأكثر من ثلاثة عقود.